# Júlio César (labdarúgó, 1982)
Júlio César Coelho de Moraes Júnior (São Paulo, 1982. június 15. –) brazil labdarúgó, aki jelenleg a Vasco da Gama B védőjeként játszik.

## Sikerei, díjai
Flamengo
- Taça Guanabara: 2004
- Rio de Janeiro Állam Liga: 2004

Cruzeiro
- Minas Gerais Állam Liga: 2006

Goiás
- Goiás Állami Liga: 2009

Fluminense
- Brazil Liga: 2010

Botafogo
- Campeonato Carioca: 2013

Vasco da Gama
- Campeonato Carioca: 2016

## Egyéni elismerések
- Bola de Prata Placar: a Legjobb balszélső 2009[3]